# Candoia
Genre
Candoia est un genre de serpents de la famille des Boidae.

## Répartition
Les espèces de ce genre se rencontrent des Samoa en Polynésie jusqu'à Sulawesi en Indonésie.

## Description
Ce sont des serpents principalement nocturnes. Ils ont un corps épais, avec une tête triangulaire et aplatie. Les couleurs varient selon les individus, mais les tons de brun et de noir reviennent souvent.
Ils peuvent atteindre de 60 à 180 centimètres, les mâles étant plus petits que les femelles. Ils se nourrissent de petits amphibiens et lézards.
La reproduction a lieu en début d'année, et les femelles donnent naissance à environ dix petits, à l'exception notable de C. carinata qui peut donner naissance à près de 40 petits.

## Liste des espèces
Selon The Reptile Database (1 août 2011) :
- Candoia aspera (Günther, 1877)
- Candoia bibroni (Duméril & Bibron, 1844)
- Candoia carinata (Schneider, 1801)
- Candoia paulsoni (Stull, 1956)
- Candoia superciliosa (Günther, 1863)

## Publication originale
- Gray, 1842 : Synopsis of the species of prehensile-tailed Snakes, or family Boidae.  Zoological Miscellany, London, vol. 2, p. 41-46 (texte intégral).